# Zahareuca, Telenești
Zahareuca este un sat din cadrul comunei Sărătenii Vechi din raionul Telenești, Republica Moldova.